# Estadio Manuel Martínez Valero
Das Estadio Manuel Martínez Valero (früher bekannt als Nuevo Estadio oder Nuevo Altabix) ist ein Fußballstadion in der spanischen Stadt Elche. Es ersetzte den Campo de Altabix; die Spielstätte des FC Elche von 1926 bis 1976. Die Anlage bietet Platz für 36.017 Zuschauer (20.653 Sitzplätze auf dem unteren Tribünenring und 15.364 Sitzplätze auf dem oberen Tribünenteil); ist Eigentum wie auch die sportliche Heimat des Fußballvereins FC Elche. Die Arena ist, bis auf die Plätze unter dem Überhang der oberen Tribüne, gänzlich unüberdacht. Um das Gebäude liegen 2.184 Parkplätze.

## Geschichte

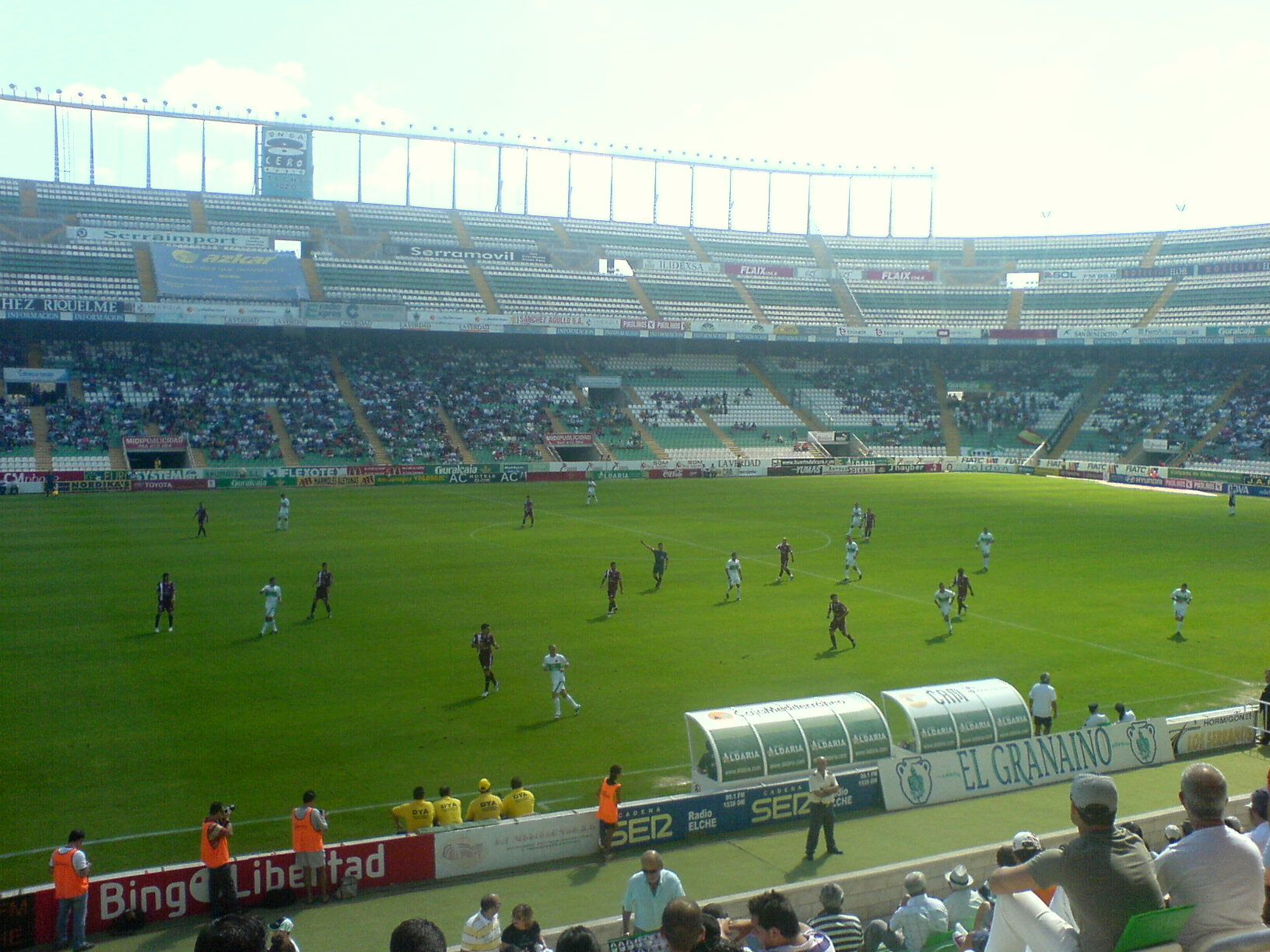
Das Stadion während eines Spiels

Das Estadio Manuel Martínez Valero in Elche, einer Stadt in der Autonomen Region Valencia, wurde 1976 erbaut. Am 8. September wurde das Stadion mit einem Freundschaftsspiel zwischen dem zukünftigen Nutzer der Arena, dem FC Elche, und der mexikanischen Fußballnationalmannschaft eingeweiht. Das Spiel (das 3:3 ausging) fand vor 25.000 Zuschauern statt, da der Bau der Zuschauerränge noch nicht vollendet war. Seit diesem Tag nutzt der Verein FC Elche das Stadion als Austragungsort für Heimspiele. Der größte Erfolg in der Vereinsgeschichte dieses Vereins war eine Finalteilnahme in der Copa del Rey, und zwar in der Spielzeit 1968/69. Die beste Platzierung in der Primera División war ein fünfter Platz 1963/64. Aktuell (Mai 2022) spielt der FC Elche wieder in der ersten spanischen Liga, der Primera División.
Das Estadio Manuel Martínez Valero war sechs Jahre nach seiner Einweihung einer der Austragungsorte für die Fußball-Weltmeisterschaft 1982, deren Ausrichtung sich Spanien sichern konnte. Trotz seiner Größe – es fanden 1982 53.000 Zuschauer in diesem Stadion Platz – wurde es nur für Vorrundenspiele genutzt. Eines dieser Vorrundenspiele in Elche ging jedoch in die Geschichte der Fußball-Weltmeisterschaft ein, als Ungarn mit 10:1 gegen El Salvador gewann. In derselben Gruppe fanden zwei weitere Spiele hier statt. Zunächst gewann Belgien vor 15.000 Zuschauern mit 1:0 gegen den Außenseiter El Salvador, und dann spielten Belgien und Ungarn im abschließenden Gruppenspiel vor 37.000 Zuschauern 1:1. Ein weiteres größeres Ereignis in diesem Stadion, das nach Manuel Martinez Valero, einem Präsidenten von FC Elche, benannt ist, war das Endspiel um die Copa del Rey 2002/03, wo RCD Mallorca mit 3:0 gegen Recreativo Huelva den nationalen Pokaltitel gewann.

## Spiele der spanischen Fußballnationalmannschaft
Die spanische Fußballnationalmannschaft der Männer trug bis dato sechs Länderspiele im Estadio Manuel Martínez Valero aus.
- 19. Feb. 1986:  Spanien –  Belgien 3:0 (2:0) (Freundschaftsspiel)
- 15. Nov. 1995:  Spanien –  Nordmazedonien 3:0 (1:0) (EM 1996-Qualifikation)
- 10. Sep. 2003:  Spanien –  Ukraine 2:1 (0:0) (EM 2004-Qualifikation)
- 03. Juni 2006:  Spanien –  Ägypten 2:0 (1:0) (Freundschaftsspiel)
- 26. Mär. 2008:  Spanien –  Italien 1:0 (0:0) (Freundschaftsspiel)
- 11. Sep. 2018:  Spanien –  Kroatien 6:0 (3:0) (UEFA Nations League 2018/19)

## Spiele der Fußball-WM 1982 in Elche
- 15. Juni 1982, Gruppe 3:  Ungarn –  El Salvador 10:1 (3:0)
- 19. Juni 1982, Gruppe 3:  Belgien –  El Salvador 1:0 (1:0)
- 22. Juni 1982, Gruppe 3:  Belgien –  Ungarn 1:1 (0:1)